# HMS Holland 1
Le HMS Holland 1 a été le premier sous-marin britannique en service au sein de la Royal Navy, en 1902. Premier navire de la classe Holland, et pour cette raison parfois nommé « HM submarine Torpedo Boat No 1 », ce sous-marin est le seul exemplaire survivant de sa classe ; il est préservé depuis 1982 par le Royal Navy Submarine Museum à Gosport dans le Hampshire.
Il est enregistré comme bateau du patrimoine maritime du Royaume-Uni par le National Historic Ships UK en 1996 et figure à ce titre sur le registre de la National Historic Fleet.

## Histoire
En 1900, l'ingénieur irlandais John Philip Holland a entrepris la construction des premiers sous-marins à Barrow-in-Furness au chantier naval Vickers. La quille a été posée le 4 février 1901 et, afin de maintenir secrète la construction du bateau, le premier modèle a été assemblé dans un bâtiment marqué Yacht Shed, et les parties fabriquées en dehors pontoon no 1. Il a été lancé le 2 octobre 1901 et a plongé pour la première fois, dans un bassin fermé, le 20 mars 1902. Les essais en mer ont débuté en avril 1902.
En septembre 1902, le Holland 1 est arrivé à Portsmouth avec un autre Holland rempli et avec le torpilleur HMS Hazard (en) (leur offre) pour créer la First Submarine Flotilla commandé par le captain Reginald Bacon. Connaissant la dangerosité des nouveaux sous-marins, il procéda prudemment à la formation de son petit groupe d'officiers et de marins volontaires. Il y a eu des accidents et des déceptions, mais quelques mois plus tard, le capitaine Bacon a déclaré que Même ces petits bateaux seraient une terreur à tout navire tentant de rester ou de passer près d'un port.
Le 3 mars 1903 Holland 1 a subi une explosion qui a causé quatre blessés.
Le 24 octobre 1904, avec le reste de la flotte Holland et trois sous-marins de classe A, Holland 1 a navigué de Portsmouth pour attaquer une flotte russe qui avait coulé à tort un certain nombre de navires de pêche britanniques dans la mer du Nord, évènement relaté comme l'incident du Dogger Bank. La flotte britannique a été rappelée à temps avant toute attaque.
Le Holland 1 a été désarmé et vendu en 1913 à Thos. W. Ward (en) pour £ 410. Au moment de la vente, jugé obsolète, il a été vendu pour tous les accessoires intacts, et la seule exigence mise à l'acheteur était que le tube lance-torpilles soit mis hors de service.

## Perte
En route pour être démoli, le Holland 1 subit une tempête. Le sous-marin étant remorqué, il est sans équipage ; l’équipage du remorqueur décide de détacher l’amarre de remorquage pour prévenir tout dommage au navire tracteur, ce qui entraîne la perte du submersible à environ un mille marin et demi du phare d'Eddystone.

## Conservation
L'épave fut localisée en 1981 par l'historien de Plymouth Michael Pearn et, en novembre 1982, le Holland 1 a été renfloué.
En 1983, après le revêtement d'un produit chimique anti-corrosion, il a été exposé au Royal Navy Submarine Museum de Gosport. Les travaux de restauration ont continué jusqu'en septembre 1988.
Cependant, en 1993, le traitement chimique s'est révélé insuffisant. Une couche de fibre de verre a été mise autour de la coque et le sous-marin a été immergé dans une solution de carbonate de sodium à partir de 1995. Après quatre ans, la corrosion avait disparu, et le Holland 1 a pu être exposé de nouveau.
Inscrit dans le cadre de la National Historic Fleet, en 2001, à son centenaire, un nouveau bâtiment a été construit et inauguré par la comtesse Mountbatten. Dans la même année, le Royal Mail a émis un timbre de 65 pence. En 2011, le sous-marin a reçu un prix du Engineering Heritage Awards (en) par l'Institution of Mechanical Engineers (en).

### Sources
- (en) Cet article est partiellement ou en totalité issu de l’article de Wikipédia en anglais intitulé « HMS Holland 1 » (voir la liste des auteurs).